# Asteroides que creuen l'òrbita d'Urà
Els asteroides que creuen l'òrbita d'Urà són un grup d'asteroides del sistema solar l'òrbita del qual travessa la del planeta Urà. Per tant, només es consideren com a asteroides que creuen l'òrbita d'Urà pròpiament dits aquells asteroides que tenen un afeli més gran que aquest i un periheli més petit. La gran majoria, per no dir tots, d'aquests asteroides pertanyen al grup dels denominats centaures.

## Llista d'asteroides

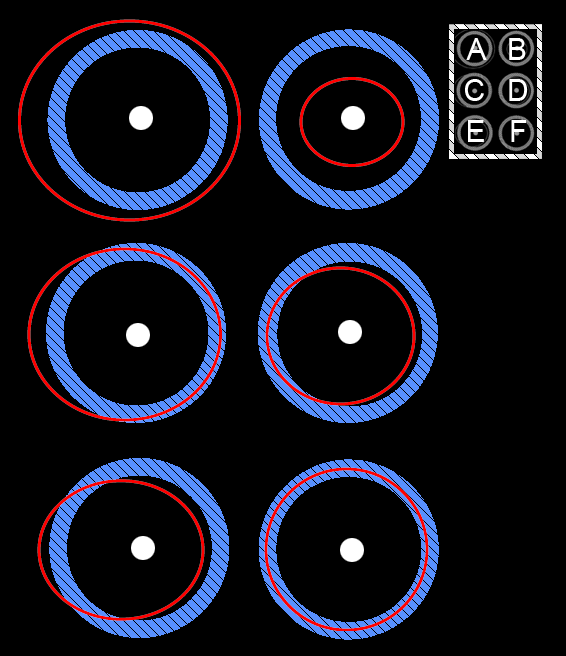
El gràfic mostra les diferents possibilitats de configuració orbital d'un asteroide (òrbita vermella) respecte d'un planeta (orbitant dins de la franja blava, delimitada pel periheli i l'afeli) A, B: l'òrbita de l'asteroide és externa (o interna) respecte a la del planeta.
C, D: l'òrbita de l'asteroide es manté a prop externament (o internament) de la del planeta.
I: l'òrbita de l'asteroide interseca amb la del planeta.
F: asteroide i planeta són coorbitals

A continuació es llisten alguns dels asteroides que s'han identificat com a asteroides que creuen l'òrbita d'Urà.
- (2060) Quiró †
- (5145) Pholus
- (5335) Damocles
- (7066) Nessus
- (8405) Asbolus
- (10199) Cariclo †
- (10370) Hylonome ‡
- (20461) Dioretsa
- (29981) 1999 TD10
- (42355) Typhon
- (44594) 1999 OX3
- (49036) Pelion
- (52975) Cyllarus
- (54598) Bienor †
- (55576) Amycus
- (65407) 2002 RP120
- (65489) Ceto
- (73480) 2002 PN34
- (83982) Crantor
- (87555) 2000 QB243
- (88269) 2001 KF77 ‡
- (95626) 2002 GZ32
- (119315) 2001 SQ73
- (241097) 2007 DU112
- (330836) Orius

Nota : † creuador intern; ‡ creuador extern